# Фонтан Леды (Париж)
Фонтан Леда (фр. Fontaine de Léda, бывший Fontaine de la rue du Vaugirard или Fontaine du Regard) — фонтан в Люксембургском саду в Париже.
Был построен в 1806—1808 годах во время правления Наполеона Бонапарта. Изображает легенду о Леде и лебеде на центральном барельефной панели работы французского скульптора Ахилла Валуа.

## История

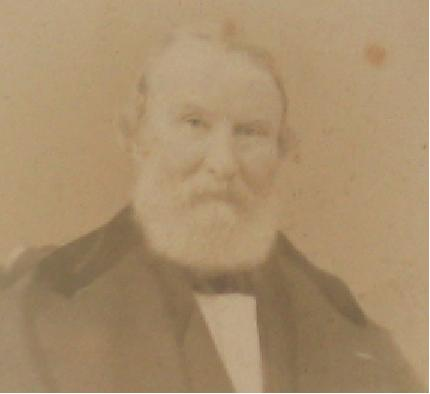
Ахилл Валуа

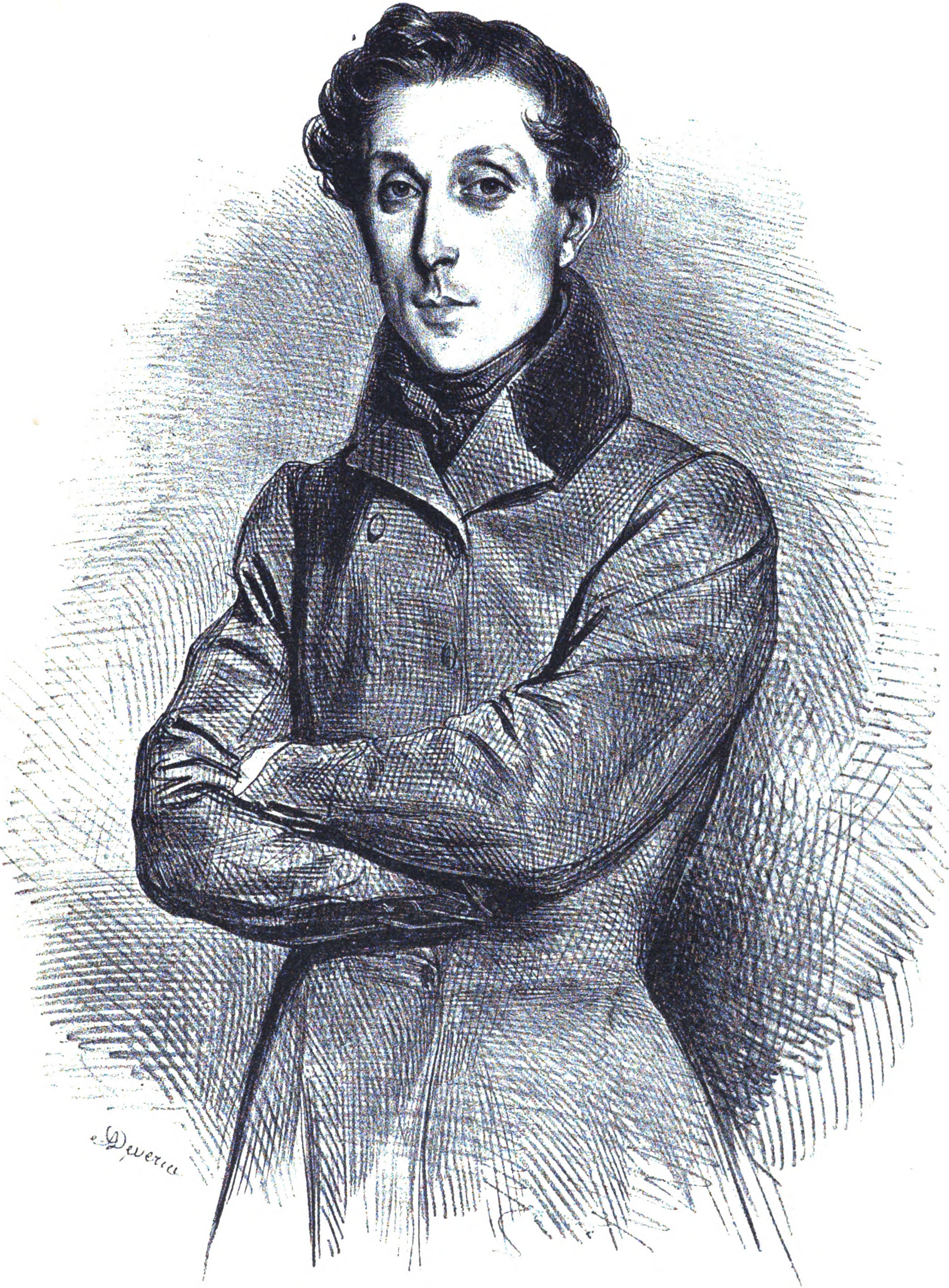
Альфонс де Жизор

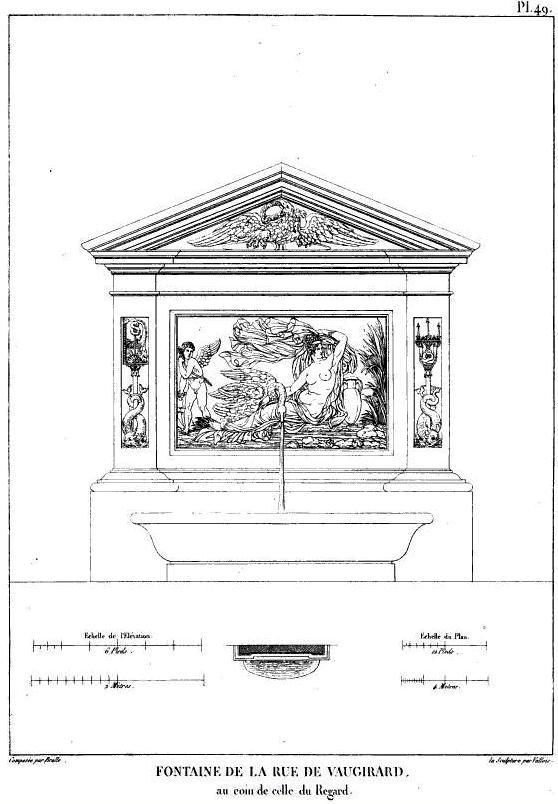
Фонтан до перемещения на новое место

Фонтан был одним из пятнадцати новых парижских фонтанов, введенных в эксплуатацию указом Наполеона в его указе от 2 мая 1806 года. Создан по проекту инженера Франсуа-Жана Бролле, отвечающего за водоснабжение Парижа, и молодого скульптора Ахилла Валуа. Изначально был построен у стены частного сада и располагался на углу улиц Rue du Vaugirard и Rue du Regard, откуда имел альтернативные название. Но в 1864 году во время реконструкции Парижа императором Луи Наполеоном фонтан был перенесен за тыльную сторону фонтана Медичи в Люксембургском саду, где находится по настоящее время.
Фонтан состоял из барельефного изображения на постаменте, установленного между двумя пилястрами с фронтоном на вершине. Фронтон украшал орёл, расправивший крылья и держащий лавровую корону — это представляло империю Наполеона. Пилястры были украшены скульптурами двух переплетенных дельфинов. На самом барельефе изображены Леда и лебедь в окружении роз. Рядом Амур стреляет из лука стрелой. Леда держит на коленях лебедя, выполненного из бронзы, из клюва птицы текла вода, падающая в полуэллиптический бассейн у подножия фонтана. Несмотря на заявления некоторых критиков, в частности Амори Дюваля, фонтан был популярен среди общественности. Его основным недостатком первоначально являлся недостаток воды. Как и все парижские фонтаны, созданные до завершения строительства каналов и акведуков под командованием Наполеона, в нём было слабое давление воды — она вытекала из клюва лебедя тонким потоком.
В конце 1850-х годов, во время реконструкций императора Луи Наполеона в центре Парижа, стену, на которой был установлен фонтан, необходимо было сносить. Архитектор городских парков Габриэль Давиуд, будучи скульптором по образованию, искал способ сохранить памятник. Фонтану было найдено место в Люксембургском саду, где в процессе перемещения находился фонтан Медичи. Архитектор Альфонс де Жизор установил фонтан Леды на новом месте, расположив барельеф в тыльной части части фонтана Медичи. При этом конструкция фонтана немного изменилась: к ней было добавлено два полукупола работы скульптора Жана-Батиста Клагмана; вся конструкция находится на новом основании с четырьмя пилястрами и тремя маскаронами между ними. Полностью была сохранена барельефная панель, но было удалено изображение орла.
В таком виде фонтан можно увидеть в настоящее время в Люксембургском саду.